# Ramon Viñals i Soler
Ramon Viñals i Soler   (Barcelona, 24 de novembre de 1934 - maig 2022) fou un empresari i polític català.

## Biografia
Diplomat en formació empresarial i en òptica, ha treballat com a industrial químic i hagué d'exiliar-se uns anys. Ha presidit el Grup d'Estudis Polítics i ha estat membre de l'Institut d'Economia de Mercat de Madrid. El 1977 fundà el Partit Socialdemòcrata de Catalunya (PSDC) amb Rafael Casanovas i Rabassa. A les eleccions al Parlament de Catalunya de 1980 es presentà en coalició amb Esquerra Republicana de Catalunya i va obtenir l'acta de diputat per la circumscripció de Barcelona, però quan el 1982 es trencà la coalició passà al grup mixt. En el Parlament de Catalunya fou president de la comissió d'investigació sobre la central nuclear d'Ascó, vicepresident de la comissió d'investigació sobre el conjunt d'actuacions del Consell Executiu en relació amb l'empresa Rània, membre de la Diputació Permanent i president de la comissió d'investigació sobre un possible dèficit en els serveis transferits de la Seguretat Social.
A les eleccions municipals espanyoles de 1983 fou candidat del Centre Democràtic i Social a l'Ajuntament de Barcelona, però només va obtenir 8.500 vots (0,94%).
A les eleccions de 1984 i 1988 es presentà com a cap de llista del PSDC, però no va assolir l'acta de diputat. Tampoc va tenir èxit a les eleccions generals espanyoles de 1986.
També es presentà a les eleccions al Parlament Europeu de 1987 com a cap de llista de la Coalició Socialdemòcrata (CSD), però tampoc fou escollit. Ha rebut la condecoració de cavaller de la Gran Creu de l'Orde de Sant Joan de Jerusalem. Darrement s'ha adherit a la Lliga per la Laïcitat.